# Eine ganz besondere Wissenschaft
Eine ganz besondere Wissenschaft von Stefan Heym aus dem Jahr 1992 erschien im Essayband Filz, Gedanken über das neueste Deutschland. Heym setzt sich in dem Band mit den politischen, wirtschaftlichen und sozialen Zuständen im vereinten Deutschland nach der Wiedervereinigung Anfang der 1990er Jahre auseinander.
Als Grundlage von Eine ganz besondere Wissenschaft diente Heym das Schicksal des Urologen Peter Althaus, Leiter der Urologischen Klinik an der Charité Berlin, der 1991 fristlos entlassen wurde, nachdem man ihm anhand von Unterlagen aus dem ehemaligen Ministerium für Staatssicherheit der DDR, eine Tätigkeit als Inoffizieller Mitarbeiter der Stasi vorgeworfen hatte. Althaus bestritt immer eine Tätigkeit für die Staatssicherheit der DDR.

## Handlung
Heym schildert im Werk die Stationen der beruflichen Entwicklung von Peter Althaus.
Althaus, der Ende der sechziger Jahre an der Universitätsklinik Halle als Assistenzarzt arbeitet, beschäftigt sich mit dem Bau einer Dialyse-Maschine. Derartige Maschinen konnten nicht aus dem nichtsozialistischen Ausland importiert werden. Althaus’ Team gelingt es, eine brauchbare Dialyse-Maschine zusammen zusetzen, die in Halle erfolgreich eingesetzt wird.
Die DDR-Regierung fordert bald darauf den Bau einer Dialyse-Maschine „Made in GDR“ zu entwickeln. Diese sollte unabhängig von westlichen Kenntnissen und Lizenzen hergestellt werden. Das fertige Modell „Aue“ wird als eine wahre DDR-Errungenschaft gepriesen, so dass die Konstrukteure mit dem Nationalpreis ausgezeichnet werden.
Das Modell wird auch vom jungen Peter Althaus eingesetzt. Allerdings funktioniert die Maschine bei einer schweren Operation nicht und Althaus greift in dieser Situation auf seine eigene Maschine zurück. Althaus ist über das fehlerhafte Modell entrüstet. Das Modell „Aue“ gefährdet Leben. Daraufhin erhält er Besuch von einem Stasi-Mitarbeiter mit dem Decknamen Udo Hartloff. Um Klärung bedacht fordert Althaus ein, die Verantwortlichen von „Aue“ ausfindig zu machen und gegen sie vorzugehen. Dies erfolgt auch und eine neue Maschine, nun nach amerikanischen Verfahren, wird eingesetzt. Während dieser Zeit bleiben Hartloff und Althaus immer im Kontakt, unternehmen gemeinsame Ausflüge, so dass Althaus meint, einen neuen Freund gefunden zu haben.
Im Juli 1991 erhält Althaus von einer Mitarbeiterin des Senats für Wissenschaft und Forschung Berlin plötzlich seine fristlose Kündigung. Ihm wird vorgeworfen, von 1973 bis 1986 als inoffizieller Mitarbeiter unter den Decknamen „Junghans“ für die Staatssicherheit der DDR gearbeitet zu haben. Als sein Führungsoffizier wird u. a. Hartloff benannt. 
Althaus wirft all diese Vorwürfe von sich und bekräftigt, niemals als inoffizieller Mitarbeiter tätig gewesen zu sein. Daraufhin wird ihm mitgeteilt, dass eine Verpflichtungserklärung zur Mitarbeit bei der Stasi mit seiner Unterschrift der Gauck-Behörde vorliegt. Althaus bekräftigt, er habe niemals eine solche Erklärung unterschrieben. 
Heym hält fest, dass die Unterschrift auf der Verpflichtungserklärung mit den Unterschriften zweier Arbeitsverträge von Althaus nicht übereinstimmt und daher gefälscht sein könnte. 
Heym gibt eine Prognose über eine bevorstehende Gerichtsverhandlung, bei der letztendlich Beweise gegen Althaus vorgelegt werden müssen. Der Ausgang dieser Verhandlung wird im Essay offen gehalten. Tatsächlich gewinnt Althaus den Prozess 1992 und wird rehabilitiert. 
Mit Eine ganz besondere Wissenschaft kritisiert Heym, dass lediglich der Verdacht, als inoffizieller Mitarbeiter gearbeitet zu haben, eine Entlassung legitimiert und eine Person ihre Existenz, den Ruf und ihren inneren Frieden verlieren kann, infolge der bloßen Angaben einer Behörde.
So kommen in Eine ganz besondere Wissenschaft Enttäuschung und unerfüllte Hoffnung über die nicht berechtigte, aber unbeschränkte Macht von der Gauck-Behörde und der Treuhandanstalt auf.